# Watertown (City, New York)
Watertown ist eine Siedlung (City) im Jefferson County im US-Bundesstaat New York. Die City hatte bei der Volkszählung 2020 24.685 Einwohner auf 23,4 km². Watertown ist das Verwaltungszentrum (County Seat) von Jefferson County.

## Geografie

### Geografische Lage

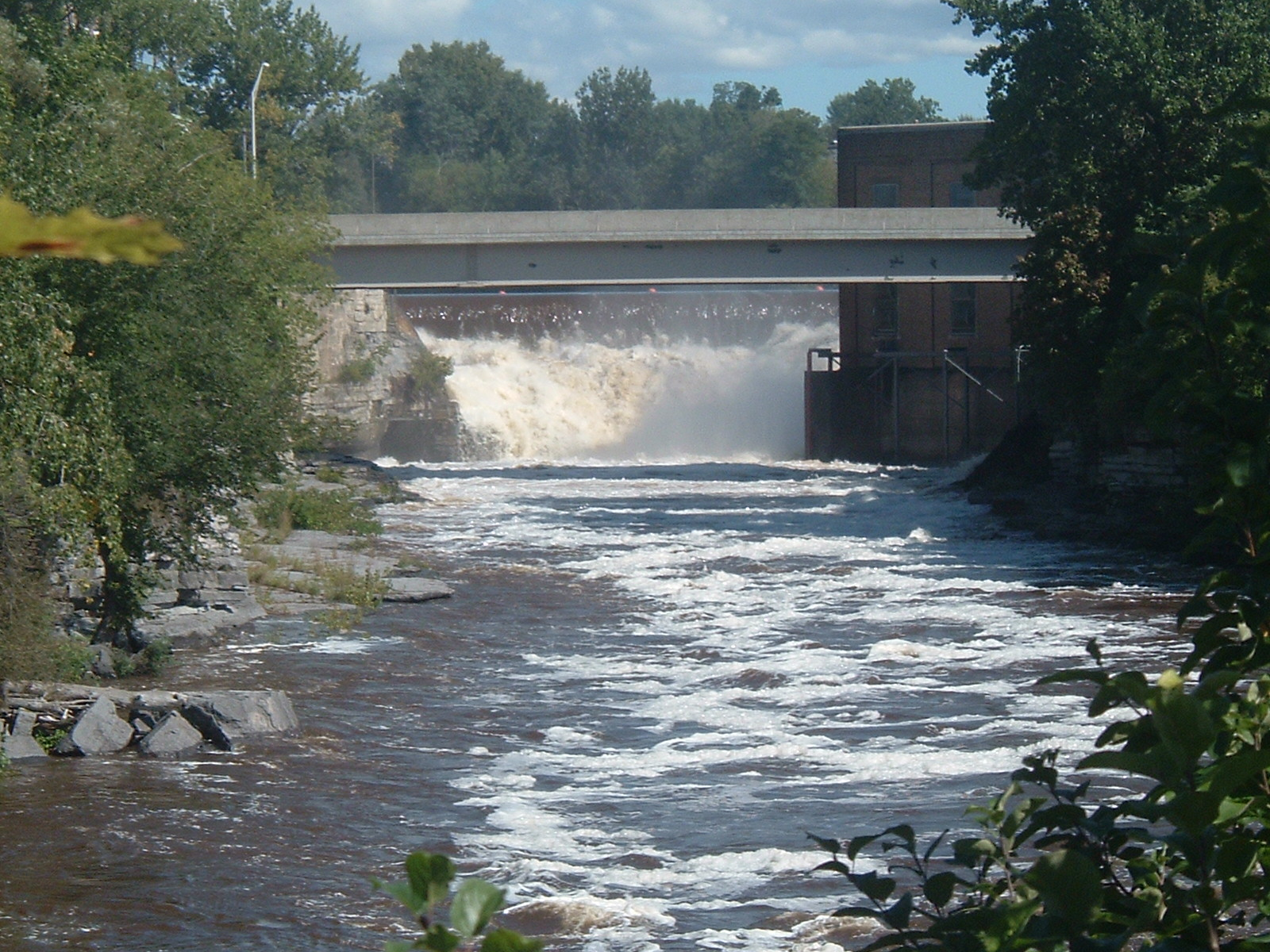
Die Great Falls in Watertown (2004)

Der Ort liegt im Norden der USA, etwa 40 Kilometer südlich der Grenze zu Kanada und dem Sankt-Lorenz-Strom und circa acht Kilometer östlich des Ufers des Ontariosees. Die Landschaft ist eiszeitlich ausgeprägt, leicht hügelig und von einer Vielzahl kleiner Wasserläufe durchzogen, die in den von Ost nach Nordwest ziehenden Black River entwässern. Durch mehrere Stromschnellen kann der Black River an dieser Stelle für die Wasserkraftgewinnung genutzt werden. Zwei größere Inseln, Huntington Island und Delano Island, liegen am östlichen Stadtrand; zwei weitere Flussinsel, Diamond Island und Seewalds Island, finden sich im Stadtzentrum. Zudem gibt es auch einige kleinere Flussinseln im Stadtgebiet.

### Nachbargemeinden
| Brownville | Pamelia | Le Ray  |
| Hounsfield |         | Rutland |
| Adams      | Rodman  | Rodman  |

Hinweis: Dies sind die umgebenden Gemeinden um Watertown City und Town. Die Town umgibt die City mit Ausnahme der Grenze zu Pamelia im Norden.

### Klima
|                       | Jan | Feb | Mär | Apr | Mai | Jun | Jul | Aug | Sep | Okt | Nov | Dez |   |      |
| Mittl. Tagesmax. (°C) | 0,0 | 0,0 | 4   | 11  | 18  | 24  | 26  | 25  | 20  | 16  | 7   | 1   | ⌀ | 12,7 |
| Mittl. Tagesmin. (°C) | −10 | −10 | −5  | 1   | 6   | 11  | 15  | 13  | 9   | 4   | 0   | −8  | ⌀ | 2,2  |
|                       |     |     |     |     |     |     |     |     |     |     |     |     |   |      |
| Niederschlag (mm)     | 73  | 90  | 93  | 82  | 85  | 69  | 97  | 83  | 83  | 75  | 101 | 104 | Σ | 1035 |
|                       |     |     |     |     |     |     |     |     |     |     |     |     |   |      |
| Regentage (d)         | 15  | 13  | 13  | 12  | 13  | 10  | 10  | 9   | 11  | 12  | 16  | 17  | Σ | 151  |
|                       |     |     |     |     |     |     |     |     |     |     |     |     |   |      |
| Luftfeuchtigkeit (%)  | 77  | 77  | 74  | 72  | 70  | 70  | 71  | 72  | 75  | 74  | 77  | 78  | ⌀ | 73,9 |

| −10 |

| −10 |

| −5 |

| 1 |

| 6 |

| 11 |

| 15 |

| 13 |

| 9 |

| 4 |

| 0 |

| −8 |

| −10 |

| −10 |

| −5 |

| 1 |

| 6 |

| 11 |

| 15 |

| 13 |

| 9 |

| 4 |

| 0 |

| −8 |

## Geschichte
Für eine ausführlichere Schilderung der Vorgeschichte dieser Umgebung siehe das Kapitel Geschichte des Artikels zu Jefferson County.

### Vor der Ernennung zur City
Die Besiedlung der Landflächen an den Wasserfällen des Black Rivers begann im März 1800: zwei Siedler aus Schuyler errichteten hier erste Häuser in der Umgebung des heutigen zentralen Public Square. Nur wenig später erreichte die erste Familie aus Lowville die entstehende Ortschaft. Ab dem Frühjahr 1801 siedelten sich in rascher Folge mehr Siedler hier an. 1801 öffnete die erste Kirche, 1802 die erste Schule. 1803 entstand eine Brücke über den Black River; 1804 wurde eine Poststation in der Siedlung eingerichtet. 1805 entstand der erste Staudamm nahe der Brücke und wurde umgehend durch Sägewerke und Getreidemühlen genutzt. Bei der Gründung von Jefferson County im Jahr 1805 wurde Watertown gegen den Mitbewerber Brownville zum Verwaltungszentrum (County Seat) ernannt. Dies förderte, neben der wirtschaftlichen Bedeutung der Wasserkraft des Flusses, den Aufstieg der Ortschaft erheblich. Im Sommer 1806 wurde der erste Ziegelbau errichtet. 1807 fand die erste Gerichtsverhandlung in Jefferson County im damaligen Schulgebäude statt. Am 10. April 1810 wurde die Postkutschenlinie Harrisburg – Port Putnam eröffnet; sie berührte auch Watertown. 1815 entstand der erste dreistöckige Bau am Public Square.
Am 5. April 1816 wurde die Ortschaft offiziell zum Village erhoben.
Die Errichtung einer Baumwollspinnerei im Jahr 1827 führte zu einem großen wirtschaftlichen Aufschwung Watertowns. Dazu wurde ein Ziegelgebäude von 250 auf 65 feet (entsprechend etwa 76 zu 20 Metern) und drei Stockwerken mit zwei Wasserrädern, die durch einen eigens geschaffenen Kanal versorgt wurden, errichtet und durch Nebengebäude ergänzt. In der Spinnerei wurden 3000 Spindeln betrieben; die Anlage war für 10.000 Spindeln ausgelegt, die aber nicht realisiert wurden. Die Firma wurde unter dem Namen „Jefferson Cotton Mills“, ab 1834 unter „Watertown Cottons Mill Company“ geführt. Weitere Großbetriebe folgten, darunter eine Fabrik für Dampfmaschinen. Die erste transportable Dampfmaschine in den USA entstand hier im Jahr 1847. Die an Wasserkraft reiche Hauptsiedlung wurde mehr und mehr zum wirtschaftlichen Zentrum Jefferson Countys. Rund um den zentralen Hauptplatz entstanden große Ladengeschäfte, die ebenfalls starke Publikumsmagneten wurden. Dieses Geschäftsviertel brannte am 13. Mai 1849 weitgehend ab und wurde danach rasch und deutlich prächtiger wieder aufgebaut. Aufgrund des vielfältigen Fassadenschmucks dieses neuen Geschäftsbereichs des Stadtzentrums wurde Watertown in der Umgebung auch Garland City („Girlandenstadt“) genannt. Noch heute nennt sich eine Brauerei der Stadt nach diesem Spitznamen. Ein weiteres Großfeuer im Dezember 1851 zerstörte östlich des Hauptplatzes ein Hotel und mehrere kleinere Fabriken.
1851 wurde eine Bahnstation der Rome, Watertown and Ogdensburg Railroad (RW&O) errichtet, von wo aus Linien in den Norden und Westen des Countys weitergeführt wurden.

### Seit der Ernennung zur City
Am 8. Mai 1869 wurde das Village zur City ernannt; dabei wurden nicht nur Teile der Town abgespalten, sondern auch ein kleiner Teil der nördlich angrenzenden Town Pamelia.
Zusätzlich zu ihrer Funktion als Wirtschaftszentrum des Countys wurde Watertown durch mehrere Banken, die zum Teil schon in den 1840er Jahren gegründet wurden, zum Finanzzentrum der Umgebung. Die 1882 gegründete Watertown National Bank entwickelte sich rasch zum größten und profitabelsten dieser Geldinstitute. Auch die 1890 gegründete City National Watertown Bank ist in diesem Zusammenhang erwähnenswert.
Elektrischer Strom erreichte mit der Gründung der Watertown Electric Light Companie im Jahr 1885 die Stadt.
Eine weitere Großunternehmung, die Watertowns Wasserkraft nutzte, war die 1885 gegründete „Union Carriage and Gear Company“, die ein Ziegelgebäude mit vier Stockwerken und einer Grundfläche von 150 auf 53 feet (etwa 50 auf 14 Meter) errichtete; auch dies ein Großbetrieb in der damaligen Zeit.
Die fortschreitende wirtschaftliche Entwicklung der Stadt bekam erst mit der Weltwirtschaftskrise von 1929 einen deutlichen Dämpfer; nach dem Zweiten Weltkrieg begann der wirtschaftliche Niedergang der Stadt. Viele Betriebe wurden an anderer Stelle zentralisiert oder geschlossen. Damit einher ging ein Rückgang der Einwohnerzahlen zwischen 1950 und 2010 um mehr als 20 %. Erst danach wurde der Bevölkerungsrückgang abgefangen; eine Initiative der Stadt zielt darauf, die Innenstadt wieder stärker zu beleben. Der Versuch, die Stadt als zentralen Anlaufpunkt für Touristen im Norden New Yorks zu etablieren, wurde durch den Ausbau des zentralen Flughafens des Countys sowie den Aufbau eines Skigebietes unterstützt und soll die Touristen, die im Sommer und Herbst die Thousand Islands besuchen, auch im Winter anlocken. Die Stadtverwaltung bezeichnet die Entwicklung als erfolgreich.
Ende Januar 1977 wurde Watertown von einem Schneesturm mit massivem Schneefall (bis zu 168 cm in Watertown, bis zu 250 cm in der südlichen Umgebung) getroffen, der von Freitagmorgen bis Montagmorgen andauerte. In Jefferson County und damit Watertown wurde am 1. Februar der Notstand ausgerufen und die Gegend am 5. Februar zum Katastrophengebiet erklärt. Im Gegensatz zu anderen von dem Blizzard betroffenen Gebieten waren in Watertown aber keine Todesopfer zu beklagen. Durch die unzugänglichen Straßen mussten aber die örtlichen Unternehmen und die Landwirtschaften der Umgebung, besonders die Milchviehwirtschaft, erhebliche Verluste hinnehmen.

### Einwohnerentwicklung
| Jahr      | 1800   | 1810   | 1820   | 1830   | 1840   | 1850   | 1860   | 1870   | 1880   | 1890   |
| --------- | ------ | ------ | ------ | ------ | ------ | ------ | ------ | ------ | ------ | ------ |
| Einwohner | –      | –      | –      | –      | –      | –      | –      | 9336   | 10.697 | 14.725 |
| Jahr      | 1900   | 1910   | 1920   | 1930   | 1940   | 1950   | 1960   | 1970   | 1980   | 1990   |
| Einwohner | 21.696 | 26.730 | 31.285 | 32.205 | 33.385 | 34.350 | 33.306 | 30.787 | 27.681 | 29.429 |
| Jahr      | 2000   | 2010   | 2020   | 2030   | 2040   | 2050   | 2060   | 2070   | 2080   | 2090   |
| Einwohner | 26.705 | 27.023 | 24.685 |        |        |        |        |        |        |        |

## Kultur und Sehenswürdigkeiten

### Parks
- Der Stadtpark (Thompson Park) wurde 1905 auf einer Fläche von 200 acres (ca. 80 Hektar) nach einer Planung des Landschaftsarchitekten John Charles Olmsted eröffnet.
- Der im Stadtzentrum gelegene Veteran Memorial Riverwalk Park ist eine schmale Grünfläche am südlichen Ufer des Black River.
- Der New York State Zoo beheimatet auf einer Fläche von 365 acre (ca. 150 Hektar) lokale Wildtiere (Luchs, Puma, Adler, Wolf, Bär, Otter etc.) und Pflanzen.

### Sport
- Die Watertown Wolves sind ein professionelles Eishockeyteam, das in Watertown beheimatet ist. Die Watertown Municipal Arena ist ihr Heimatstadion.
- Das Dry Hill Ski Areal ist ein seit 1960 kontinuierlich ausgebautes Skigebiet, das mit einfachen Routen und Loipen besonders Familien ansprechen soll.

## Wirtschaft und Infrastruktur
Die nord-südlich von der kanadischen Grenze nach Syracuse verlaufende Interstate 81 schließt die Stadt an das Fernstraßensystem der USA an. Ein lokaler Flughafen, der Watertown International Airport, bildet den Hauptzugang für Flugreisen für Touristen zu den 1000 Islands, dem Militärstützpunkt Fort Drum und das weitere nördliche Umfeld des Bundesstaates New York. Er liegt nicht im Stadtgebiet, sondern wenige Kilometer westlich, bei Brownsville. Ein Hubschrauberlandeplatz am zentralen Krankenhaus des Countys ergänzt das Verkehrsangebot.
Neben den lokalen Händlern und Zulieferern sind in Watertown Niederlassungen der Firmen Eastman Chemical, H.H. Babcock Company und New York Air Brake angesiedelt.

### Öffentliche Einrichtungen

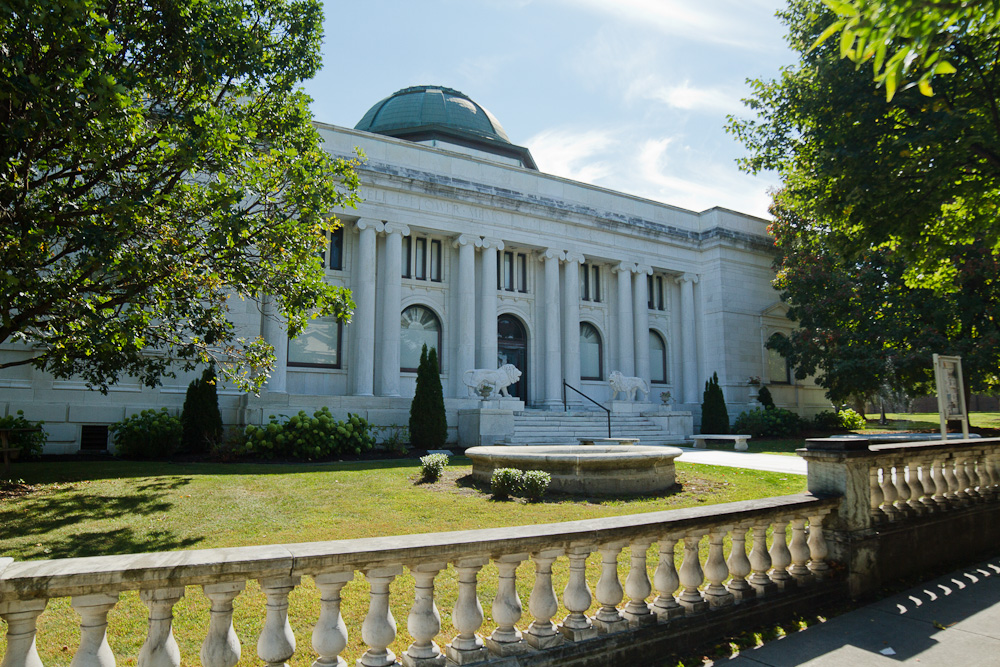
Die Roswell P. Flower Memorial Library

In Watertown finden sich zwei öffentliche Büchereien, die „Roswell P. Flower Memorial Library“ (NRHP Nummer 80002628) und die „East Hounsfield Free Library“, mit zusammen etwa 90.000 Büchern.
Das „Samaritian Medical Center“ ist das zentrale Krankenhaus für Jefferson County. Zusätzlich existieren in der City mehrere Pflegeheime, Rehabilitationszentren und Geburtskliniken.

### Bildung
Watertown beheimatet sieben öffentliche und eine private Grund- und Mittelschulen mit Plätzen für etwa 3000 Schüler. Dazu kommen zwei Highschools: Die öffentliche Watertown Senior High School (ca. 1200 Schüler, Klassen 9–12) sowie die private, katholische Immaculate Heart Central High School (ca. 320 Schüler, Klassen 7–12).
Das Jefferson Community College (ca. 2900 Studenten) ist die zentrale höhere Schule im Umkreis. Die nächstgelegenen Universitäten sind die St. Lawrence University in Canton, die Clarkson University in Potsdam sowie die Syracuse University in  Syracuse.

## Persönlichkeiten

### Söhne und Töchter der Stadt
- Joseph Henry Conroy (1858–1939), römisch-katholischer Geistlicher, Bischof von Ogdensburg
- Robert Lansing (1864–1928), von 1915 bis 1920 Außenminister der USA
- Roy G. Fitzgerald (1875–1962), Vertreter des Staates Ohio im US-Repräsentantenhaus
- Allen Welsh Dulles (1893–1969), CIA-Direktor und Mitglied der Warren-Kommission
- Eleanor Lansing Dulles (1895–1996), Diplomatin und Berlin-Beauftragte der USA nach dem Zweiten Weltkrieg („Mutter Berlin“)
- Charles Woodruff Yost (1907–1981), Diplomat und Botschafter
- Charles Pierce (1926–1999), Schauspieler und Travestiekünstler
- Dick Dillin (1929–1980), Comiczeichner
- Frederick Exley (1929–1992), Schriftsteller
- Arthur E. Williams (* 1938), Generalleutnant der United States Army
- Trina Hosmer (* 1948), ehemalige Skilangläuferin und Olympionikin
- John M. McHugh (* 1948), Kongressabgeordneter
- George Chappell Schatz (* 1949), Physikochemiker, Hochschullehrer
- Mary Gay Scanlon (* 1959), Mitglied des Repräsentantenhauses seit 2018
- Richard Grieco (* 1965), Schauspieler
- Mark Neveldine (* 1973), Regisseur und Drehbuchautor
- Donald Lutz (* 1989), deutsch-US-amerikanischer Baseballspieler

### Persönlichkeiten, die vor Ort gewirkt haben
- John Foster Dulles (1888–1959), von 1953 bis 1959 Außenminister der USA. Wuchs in Watertown auf.